# 土井池憲治
土井池 憲治（どいいけ けんじ、1947年 - ）は、香川県出身の元アマチュア野球選手。ポジションは投手、内野手。

## 来歴・人物
土庄高校では石床幹雄と投の二本柱を組み、1965年春季中国大会県予選決勝で木田高を降し初優勝。しかし県代表決定戦では、春の選抜出場校である高松商の小坂敏彦らに抑えられ0-1で惜敗。同年夏は甲子園県予選を勝ち抜き、北四国大会に進むが、準決勝でエース西本明和を擁する松山商に敗退、甲子園には出場できなかった。
立教大学へ進学。東京六大学野球リーグでは1966年春季リーグで優勝を経験。しかしその後は優勝に届かなかった。同期の田中鞆雅（日本石油）とバッテリーを組み、低迷期の立大を支える。リーグ通算38試合登板11勝14敗、防御率2.90、56奪三振。他の大学同期に服部敏和（中退）、中沢春雄、阿天坊俊明がいた。
卒業後は社会人野球の大丸に進む。1971年から小林繁とともに主力投手として起用された。1973年には一塁手に転向、長沢和雄らと打線の中心となる。1975年の都市対抗では四番打者として準決勝に進出するが、大昭和製紙北海道の左腕エース加藤英美に抑えられ敗退。1976年の社会人野球日本選手権では準々決勝に進むが、九州産交に敗れる。現役引退後は大丸監督に就任。